# Филип на коњу
Филип на коњу је југословенска телевизијска серија снимана 1973. године у режији Слободана Новаковића. Серија има пет епизода а премијерно је приказивана једном недељно, од 2. децембра до 30. децембра 1973. године на првом програму телевизије Београд.

## Списак епизода
| Редни број | Назив епизоде          | Прво приказивање   |
| ---------- | ---------------------- | ------------------ |
| 1.         | Ратовање Филипа Брзака | 2. децембар 1973.  |
| 2.         | Пушка                  | 9. децембар 1973.  |
| 3.         | Сапутник               | 16. децембар 1973. |
| 4.         | Фронт                  | 23. децембар 1973. |
| 5.         | Орден                  | 30. децембар 1973. |

## Улоге
| Глумац                   | Улога                                |
| ------------------------ | ------------------------------------ |
| Боро Стјепановић         | Филип Брзак, школарац (5 еп. 1973)   |
| Надежда Мирковић         | Ана (5 еп. 1973)                     |
| Фрања Живни              | Сатир, борац с виолином (4 еп. 1973) |
| Бранимир Замоло          | Мргуд, курир (4 еп. 1973)            |
| Раде Којадиновић         | Митар (4 еп. 1973)                   |
| Бранко Милићевић         | Стефан (3 еп. 1973)                  |
| Иван Хајтл               | Никола, кувар (3 еп. 1973)           |
| Соња Јосић               | (3 еп. 1973)                         |
| Ђорђе Јовановић          | (3 еп. 1973)                         |
| Драгиша Шокица           | Ђорђе, командант (3 еп. 1973)        |
| Предраг Ејдус            | Ћата (2 еп. 1973)                    |
| Тома Јовановић           | Лекар (2 еп. 1973)                   |
| Драгутин Колесар         | Комесар Бора (2 еп. 1973)            |
| Петар Лупа               | Немац 2 (2 еп. 1973)                 |
| Весна Пећанац            | (1 еп. 1973)                         |
| Љубомир Убавкић          | Кувар (1 еп. 1973)                   |
| Велимир Животић          | (1 еп. 1973)                         |
| Надежда Брадић           | (1 еп. 1973)                         |
| Милена Булатовић Шијачки | Вида (1 еп. 1973)                    |

 Остале улоге  ▼
| Глумац                   | Улога                        |
| ------------------------ | ---------------------------- |
| Мирко Буловић            | Стевица (1 еп. 1973)         |
| Богдан Јакуш             | Усташа 1 (1 еп. 1973)        |
| Љубица Ковић             | (1 еп. 1973)                 |
| Миодраг Лончар           | (1 еп. 1973)                 |
| Стеван Максић            | (1 еп. 1973)                 |
| Ташко Начић              | Немац 1 (1 еп. 1973)         |
| Софија Перић Нешић       | Баба на прозору (1 еп. 1973) |
| Миомир Петровић          | (1 еп. 1973)                 |
| Тихомир Плескоњић        | Руски војник (1 еп. 1973)    |
| Жарко Радић              | (1 еп. 1973)                 |
| Илонка Сувачар           | (1 еп. 1973)                 |
| Милутин Мића Татић       | (1 еп. 1973)                 |
| Душан Вујновић           | (1 еп. 1973)                 |
| Мирослав Жужић           | (1 еп. 1973)                 |
| Вера Амар                | (непознат број епизода)      |
| Милија Анђелковић        | (непознат број епизода)      |
| Мира Башић               | (непознат број епизода)      |
| Матеја Брадић            | (непознат број епизода)      |
| Никола Ђурашковић        | (непознат број епизода)      |
| Бранко Ђурђевић          | (непознат број епизода)      |
| Бојан Ковачевић          | (непознат број епизода)      |
| Зоран Крсмановић         | (непознат број епизода)      |
| Данило Митић             | (непознат број епизода)      |
| Олга Нешковић            | (непознат број епизода)      |
| Радивоје Попов           | (непознат број епизода)      |
| Миливоје Мића Томић      | (непознат број епизода)      |
| Милан Узелац             | (непознат број епизода)      |
| Младен Млађа Веселиновић | Бора (непознат број епизода) |
| Драган Зајић             | (непознат број епизода)      |

Комплетна ТВ екипа  ▼
| Редитељ                   | Слободан Новаковић | (5 еп. 1973)                       |
| Сценариста                | Васа Поповић       | (5 еп. 1973)                       |
| Композитор                | Корнелије Ковач    | (5 еп. 1973)                       |
| Директор фотографије      | Ненад Јовичић      | (5 еп. 1973)                       |
| Монтажер                  | Петар Аранђеловић  | (5 еп. 1973)                       |
| Сценограф                 | Драгољуб Ивков     | (5 еп. 1973)                       |
| Уметнички директор        | Коста Кескинов     | (5 еп. 1973)                       |
| Костимограф               | Бранко Ћатовић     | (5 еп. 1973)                       |
| Одсек за шминку           | Мирјана Рашић      | шминкерка (5 еп. 1973)             |
| Менаџер продукције        | Матеја Брадић      | вођа снимања (5 еп. 1973)          |
| Менаџер продукције        | Радосав Јанковић   | вођа снимања (5 еп. 1973)          |
| Помоћник режије           | Милан Узелац       | помоћник редитеља (5 еп. 1973)     |
| Уметнички одсек           | Живојин Савић      | сценски реквизитер (5 еп. 1973)    |
| Одсек за звук             | Драган Гроздановић | тон мајстор (5 еп. 1973)           |
| Одсек за звук             | Драган Момчиловић  | микроман (5 еп. 1973)              |
| Специјални ефекти         | Петар Живковић     | пиротехничар (4 еп. 1973)          |
| Одсек за камеру и расвету | Никола Ђурашковић  | пратилац камере (5 еп. 1973)       |
| Одсек за камеру и расвету | Љубомир Кондић     | трицк цинематограпхер (5 еп. 1973) |
| Одсек за костим           | Олга Нешковић      | гардеробер (5 еп. 1973)            |